# Borough de Ketchikan Gateway
El Borough de Ketchikan Gateway, está localizado en el estado de Alaska. En el censo de 2000, registró una población de 14,070 habitantes. La cabecera se asienta en la ciudad de Ketchikan.

## Geografía
El Borough tiene una superficie total de 4,543 km², de los cuales 3,194 km² son de tierras y 1,349 km² que representan un 29.69% corresponden a aguas.

## Boroughs y áreas censales adyacentes
- Área censal de Príncipe de Gales–Hyder

## Demografía
El censo de 2000, registró una población de 14,070 habitantes, que residían en 5,399 viviendas, y; conformaban 3,633 familias. La densidad de población fue del orden de 4.41 Habs/km².
La población de origen hispano fue de 2.64%.

## Galería de imágenes

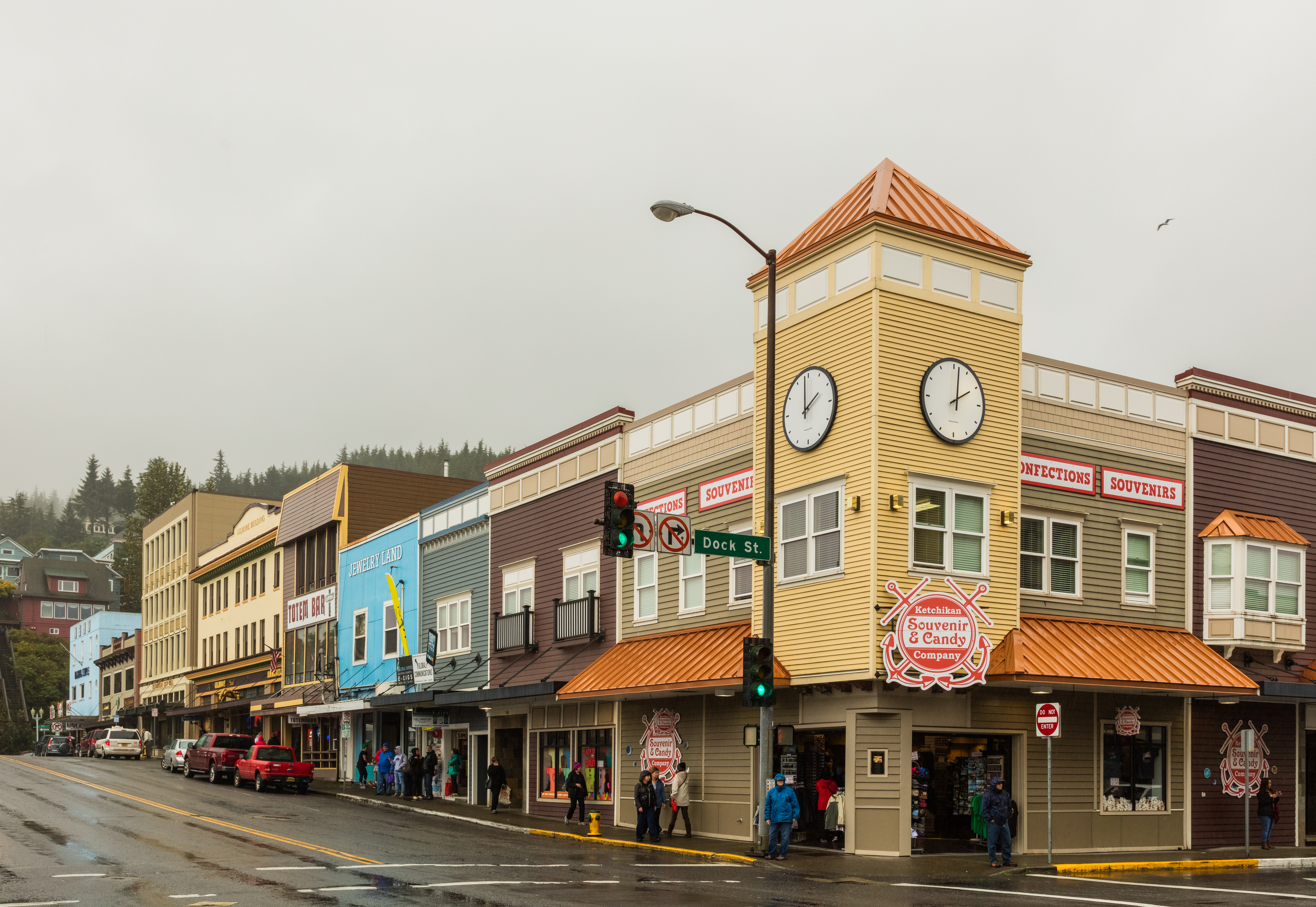
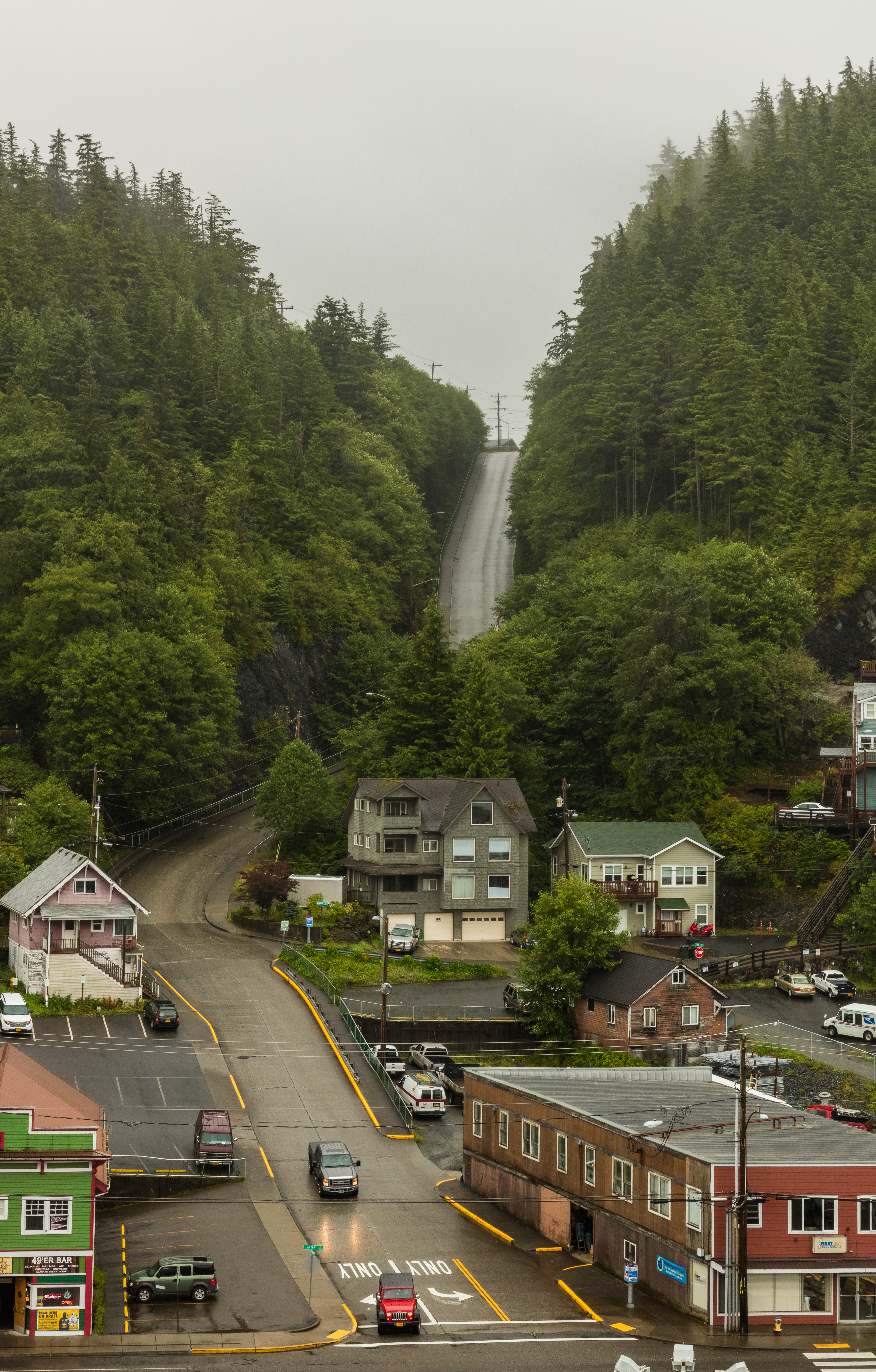
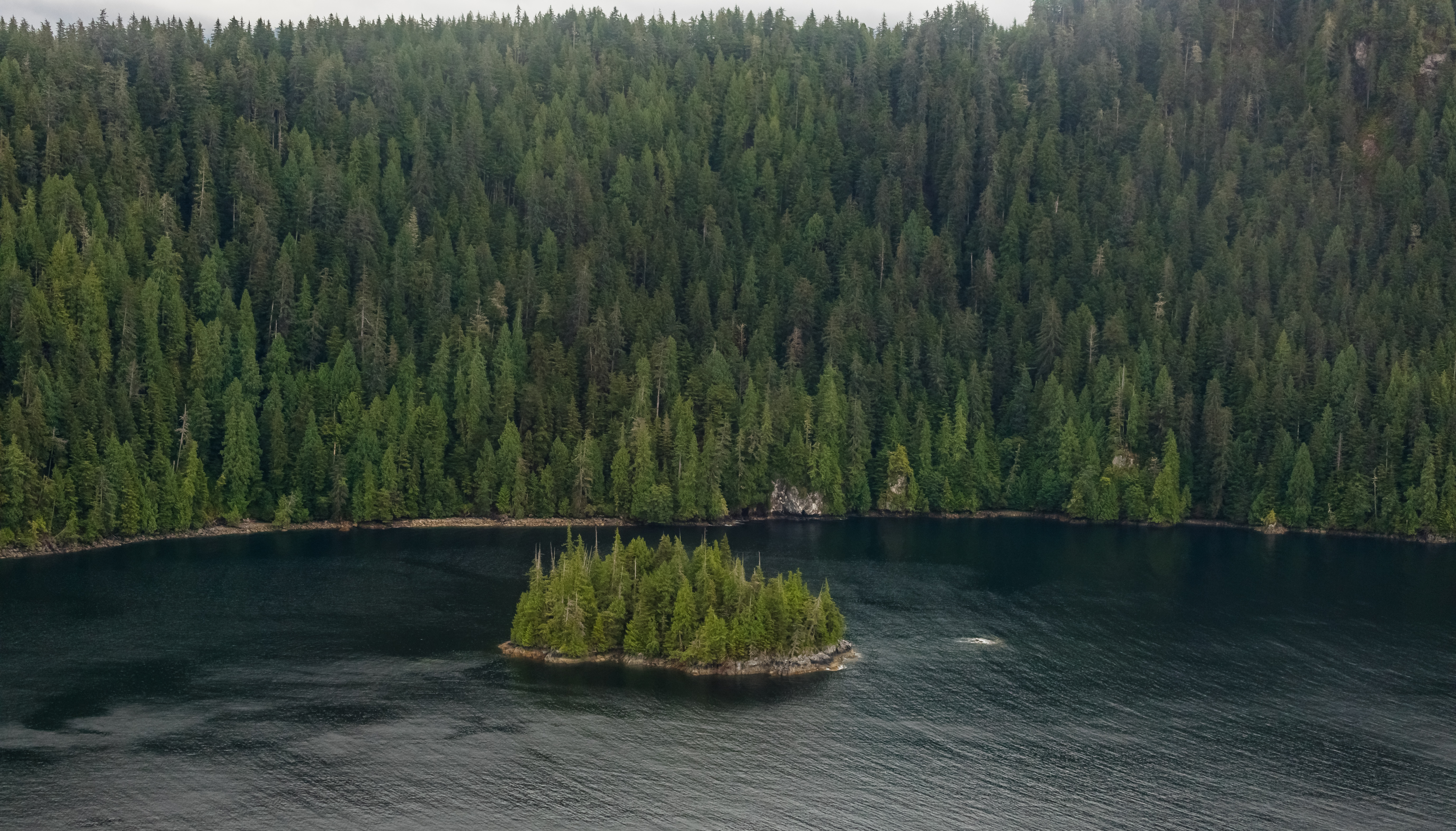
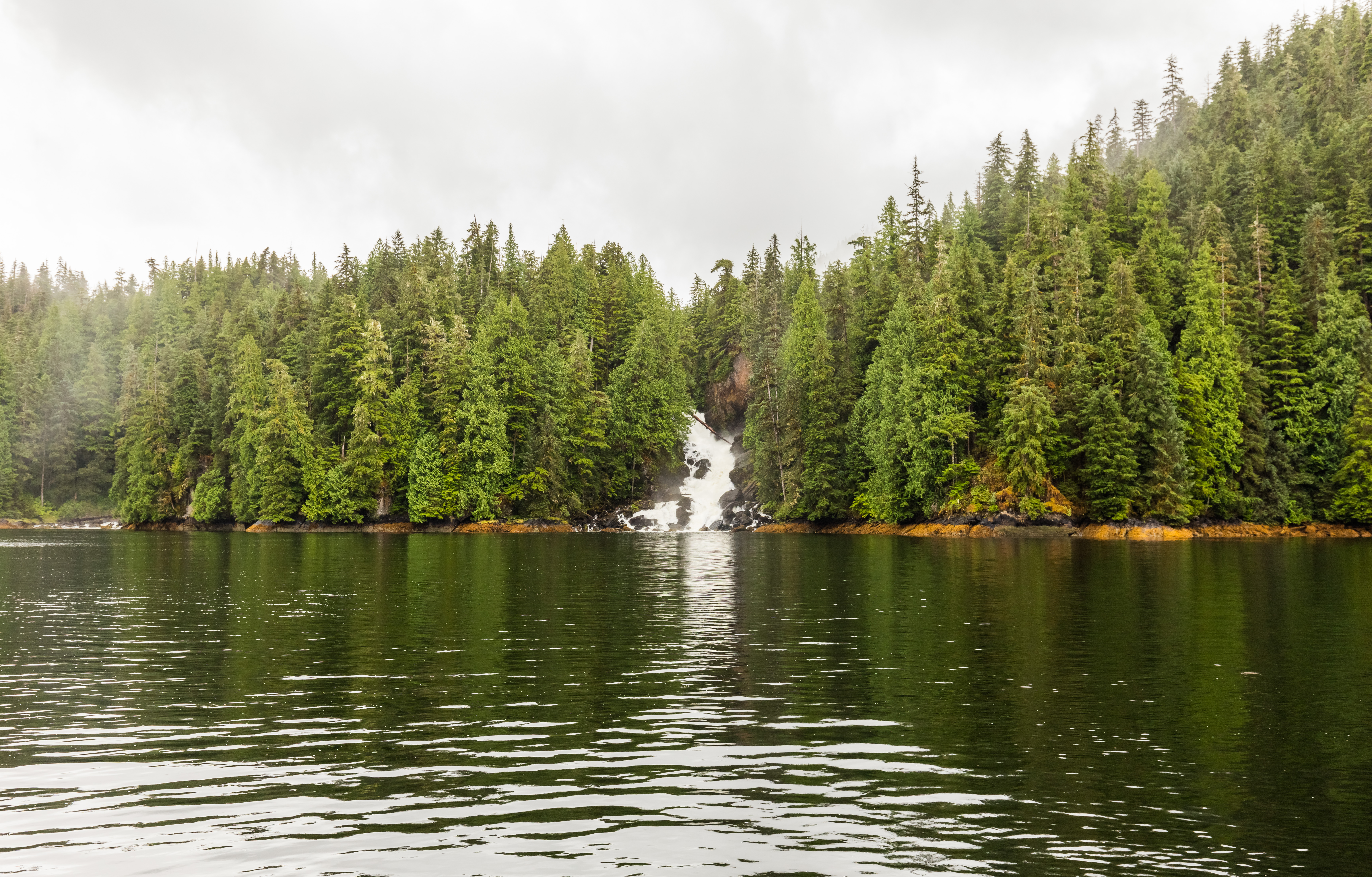
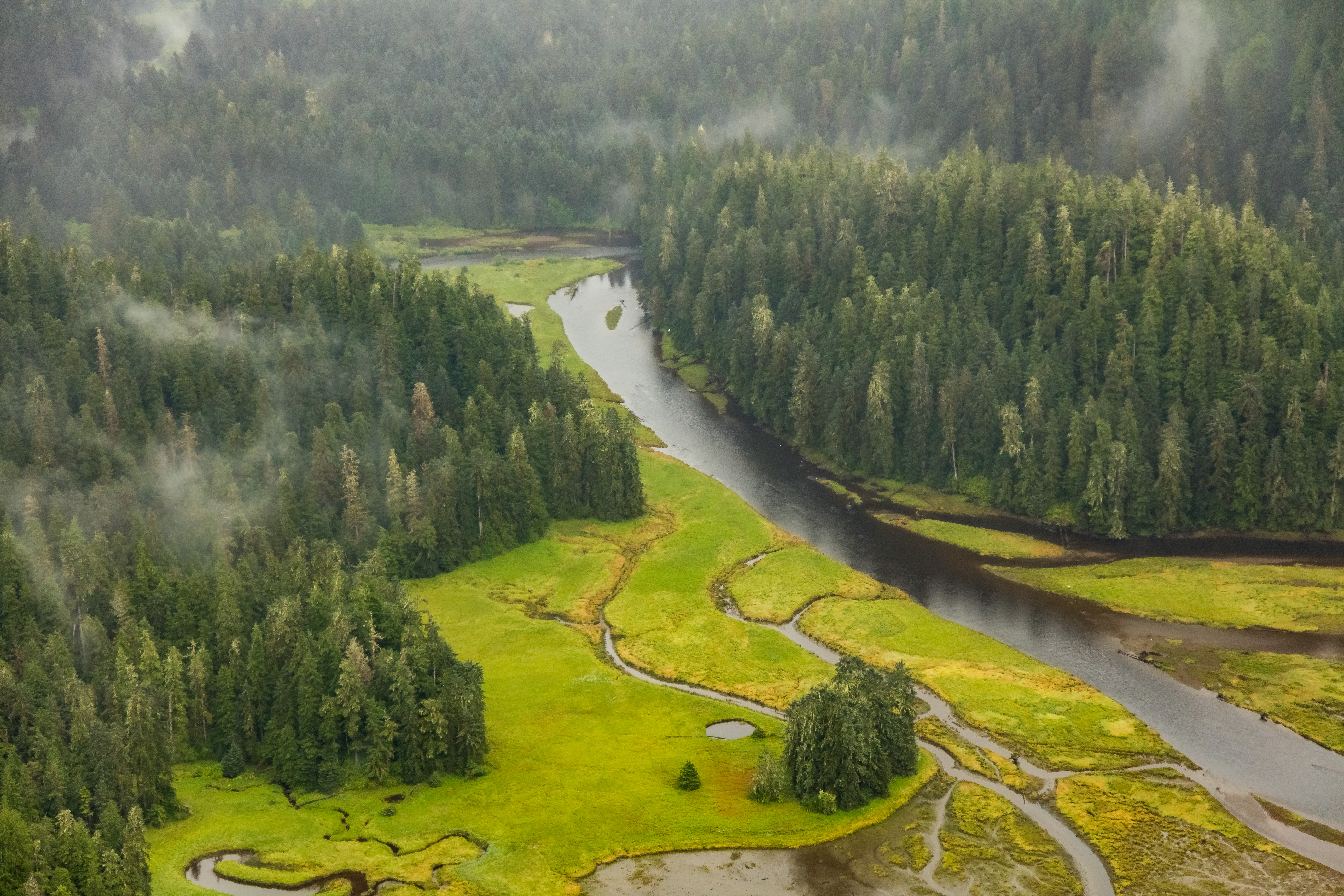
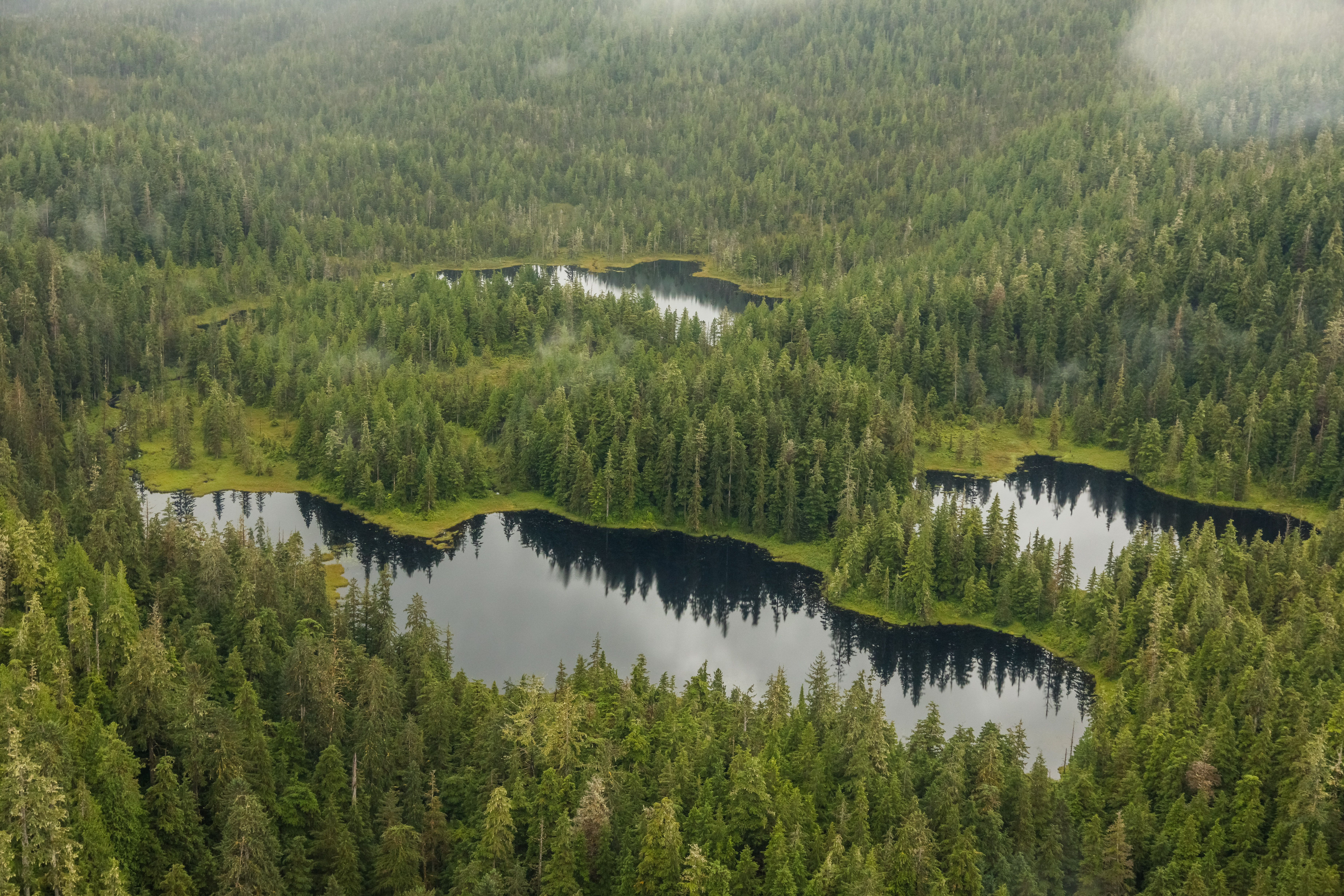
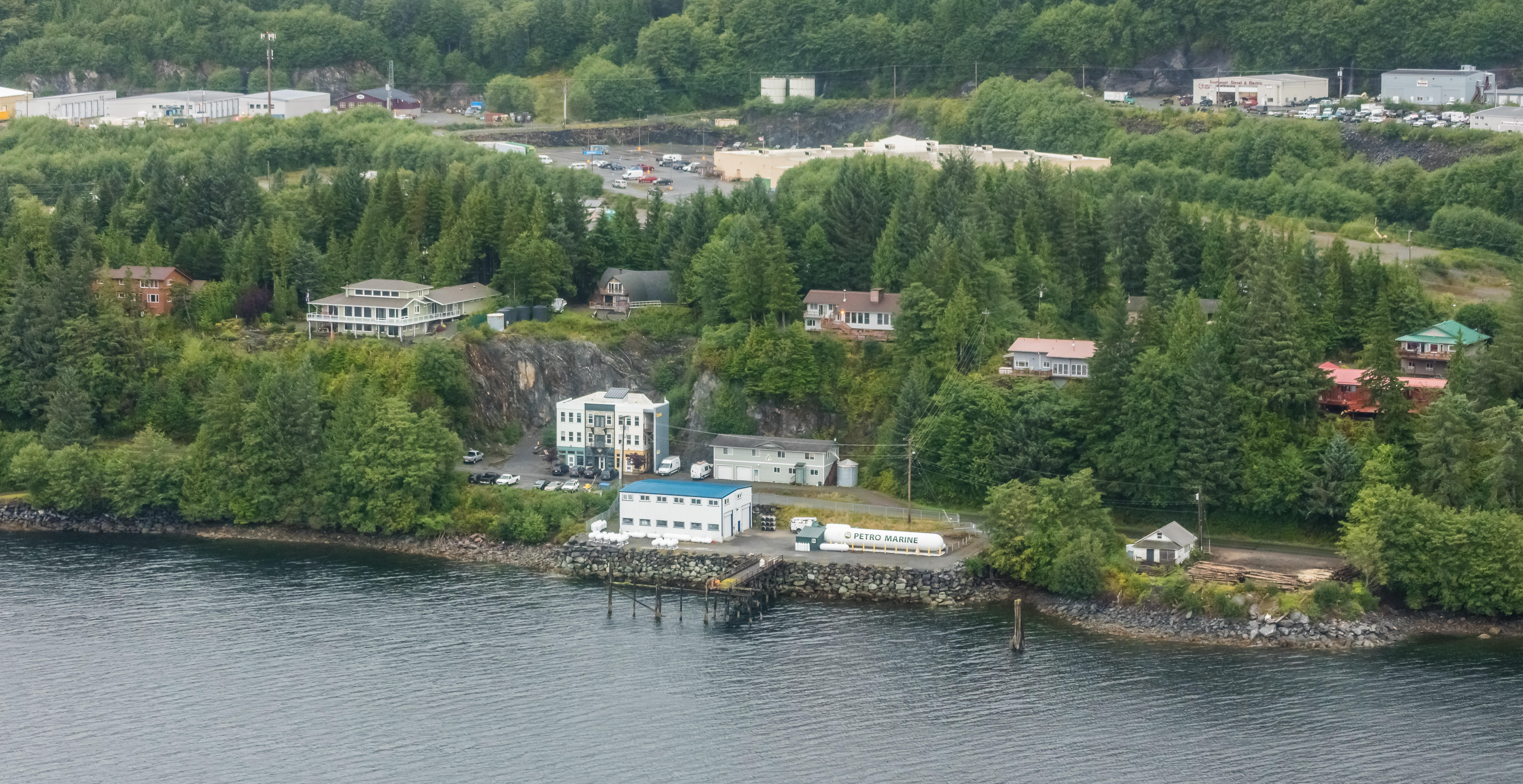
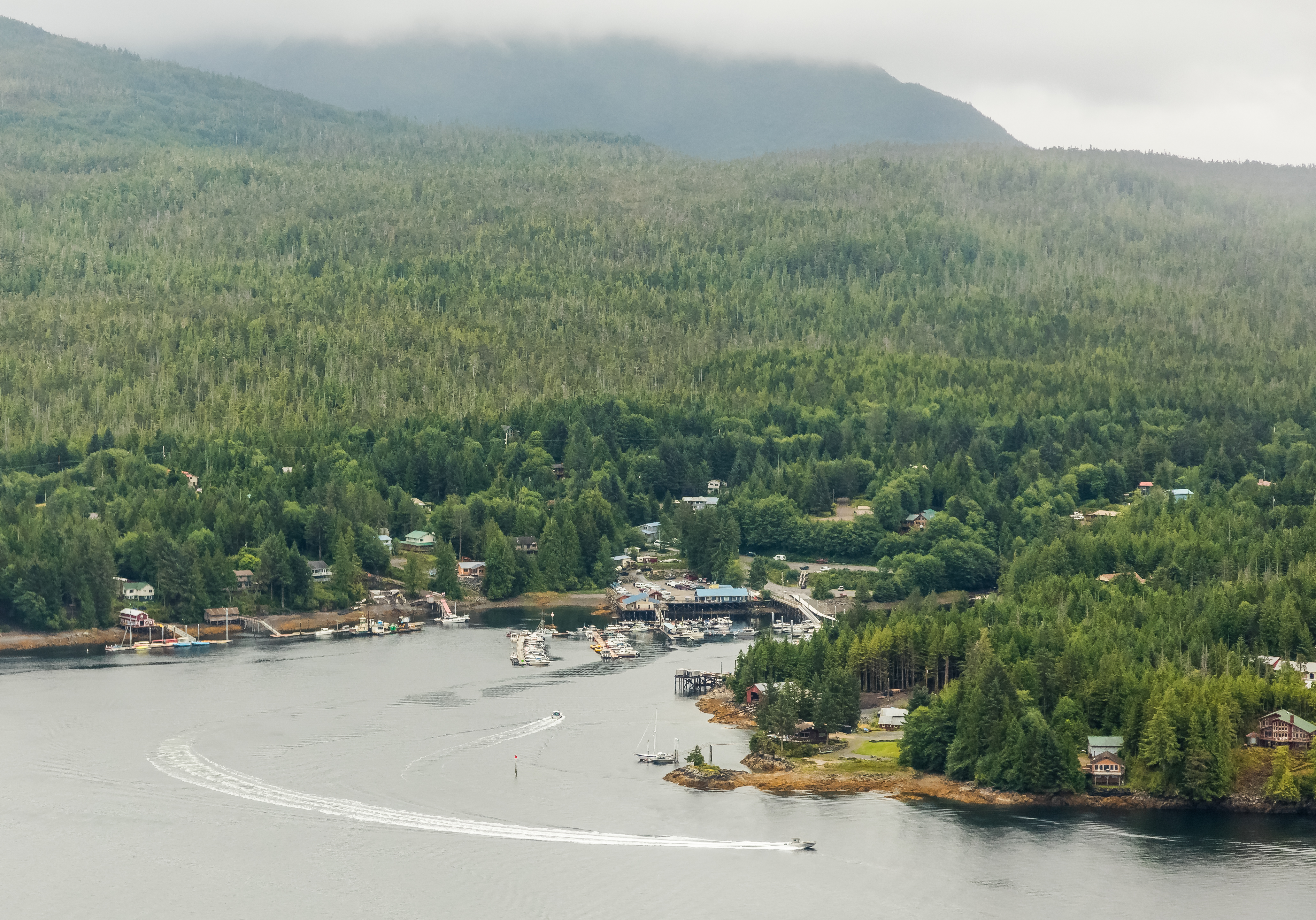

### Localidades
- Ketchikan
- Saxman